# Scott Cooper (allenatore)
Scott Joseph Cooper (Sheffield, 16 giugno 1970) è un allenatore di calcio inglese, di ruolo difensore.

## Carriera

### Giocatore
Cooper ha avuto una breve carriera da calciatore, ricoprendo il ruolo di terzino destro nelle giovanili dello Sheffield Weds (club della sua città natale) e nell'università della Florida, dove si era trasferito per studiare ed ha giocato nella squadra del college.

### Allenatore
Dopo aver allenato le squadre statunitensi indoor di Daytona SpeedKings ed Huntsville Fire, nel 1999, all'età di 29 anni, va a ricoprire il ruolo di vice del Chester City, club di Football Conference (quinta divisione e più alto livello calcistico inglese al di fuori della Football League), dove rimane per due stagioni. In seguito, nel 2001 ha allenato la nazionale di Anguilla, mentre nel 2005 è stato commissario tecnico della nazionale di Montserrat, per poi tornare ad allenare la nazionale di Anguilla nel 2009. Dal 2010 al 2011 ha invece allenato nelle giovanili del Leicester City.
Nel 2013 si trasferisce in Thailandia per allenare nelle giovanili del Buriram Utd, club della prima divisione locale; dopo breve tempo sostituisce alla guida della prima squadra Attaphol Buspakom, ottenendo 23 vittorie , 5 pareggi ed una sola sconfitta in 29 partite ufficiali alla guida del club, con cui vince campionato, coppa nazionale e Coppa di Lega. Nel 2014 allena invece il Muangthong Utd, con cui conquista un terzo posto sempre nel campionato thailandese. Passa poi in Indonesia al Mitra Kukar, club della prima divisione locale, dove rimane fino al 2015. Torna poi nuovamente in Thailandia, subentrando a stagione in corso sulla panchina dell'Ubon UMT, club di terza divisione: nel suo primo anno vince 9 delle 12 partite rimaste e conquista una promozione in seconda divisione, categoria in cui nel 2016 conquista poi un secondo posto in classifica, conquistando così la prima promozione in prima divisione nella storia del club. Nel 2017 allena poi il club in tale categoria, nella quale nel 2018 guida invece il Police Tero.
Nel 2019 ha allenato per un periodo la nazionale delle Filippine; rimane poi nel Paese guidando prima gli Azkals e poi la nazionale Under-23, per poi tornare nuovamente in Thailandia nel 2022, alla guida del Port. La stagione successiva passa in India, firmando un contratto con lo Jamshedpur, squandra militante nella Indian Super League.

## Palmarès

### Allenatore

#### Competizioni nazionali
- Thai Premier League: 1

Buriram United: 2013
- Thai FA Cup: 1

Buriram United: 2013
- Thai League Cup: 1

Buriram United: 2013